# La cicogna ubriaca
La cicogna ubriaca (Apes of Wrath) è un film del 1959 diretto da Friz Freleng. È un cortometraggio d'animazione della serie Merrie Melodies, uscito negli Stati Uniti il 18 aprile 1959. Il cortometraggio è un remake di Gorilla d'argilla, uscito nel 1948. Dal 1997 viene distribuito col titolo La cicogna distratta.

## Trama
Una cicogna è talmente ubriaca da arrivare a perdere il cucciolo di gorilla che dovrebbe consegnare. Decide pertanto di stordire con un colpo in testa Bugs Bunny, travestirlo da neonato e consegnarlo a una coppia di gorilla, spacciandolo per loro figlio. Elvis, il maschio, non prende in simpatia Bugs e vuole picchiarlo, ma viene rimproverato dalla sua compagna. In quel momento Bugs riprende i sensi e cerca di scappare, ma la gorilla lo sculaccia; tuttavia il coniglio sente la scimmia chiamarlo "pupo" e accetta di farsi adottare. Bugs però è maltrattato varie volte da Elvis, che viene quindi picchiato dalla compagna. Infine la gorilla costringe Elvis a farsi picchiare da Bugs, ma in quel momento arriva la cicogna con il loro piccolo. Bugs viene perciò inseguito da Elvis, che decide di lanciargli in testa un masso, ma il coniglio si sposta e il masso atterra sulla gorilla, che picchia violentemente il compagno. In quel momento la cicogna di prima consegna a Bugs un cucciolo, che si rivela Daffy Duck, che inizia a baciare il coniglio con suo disgusto.

## Distribuzione

### Edizione italiana
Il corto fu doppiato negli anni '80 dalla Effe Elle Due per la trasmissione televisiva, con la direzione di Franco Latini e dialoghi a opera di Maria Pinto. Nel 1997, per l'uscita in VHS, fu eseguito un nuovo doppiaggio dalla Angriservices Edizioni.

### Edizioni home video

#### VHS
- Le stelle di Space Jam: Bugs Bunny (marzo 1997)
- Taz alla riscossa (22 maggio 2002)

#### DVD
- Looney Tunes Super Stars - Bugs Bunny - Un coniglio eccezionale